# Поплітник болівійський
Поплі́тник болівійський (Cantorchilus guarayanus) — вид горобцеподібних птахів родини воловоочкових (Troglodytidae). Мешкає в Південній Америці.

## Опис
Довжина птаха становить 13,5 см, вага 13-14 г. Голова і верхня частина тіла коричневі, нижня частина спини і надхвістя рудуваті. Крила і хвіст рудувато-коричневі, поцятковані вузькими чорними смужками (на хвості їх 10-12). Над очима вузькі білі "брови", на щоках сірувато-білі і чорні плямки, під дзьобом чорні "вуса". Підборіддя білувате, груди оранжево-охристі, живіт і гузка яскраво-оранжево-охристі. Очі карі, дзьоб зверху чорний, знизу сірий, лапи сірі. Виду не притаманний статевий диморфізм. У молодих птахів плями на обличчі менш виражені.

## Поширення і екологія
Болівійські поплітники мешкають на північному сході Болівії, на заході Бразилії та на північному сході Парагваю. Вони живуть у варзейських лісах (тропічних лісах у заплавах Амазонки і її притоків), у вторинних заростях на берегах річок і озер, на болотах Пантаналу. Зустрічаються парами і невеликими сімейними зграйками, на висоті до 400 м над рівнем моря. Живляться комахами. Гніздо кулеподібне з бічним входом, в кладці 2 яйця. Болівійські поплітники іноді стають жертвами гніздового паразитизму синіх вашерів, 